# Bausparkasse Schwäbisch Hall
Die Bausparkasse Schwäbisch Hall Aktiengesellschaft – Bausparkasse der Volksbanken und Raiffeisenbanken hat rund 6,1 Millionen Kunden in Deutschland. Im Ausland ist Schwäbisch Hall mit Beteiligungsgesellschaften in Osteuropa und der Volksrepublik China aktiv. Die Bausparkasse wurde am 16. Mai 1931 gegründet. Hauptanteilseigner ist die genossenschaftliche Zentralbank DZ Bank (97,6 Prozent) in Frankfurt am Main. Die verbleibenden rund 2,4 Prozent befinden sich im Wesentlichen im Besitz von Primärbanken. Die Bausparkasse hat ihren Hauptsitz in der gleichnamigen Stadt Schwäbisch Hall in Baden-Württemberg.

## Geschichte
Die heutige Bausparkasse Schwäbisch Hall AG wurde am 16. Mai 1931 in Köln als Deutscher Bausparer AG, Bau-, Spar- und Entschuldungskasse von Angehörigen der dortigen Handwerkskammer gegründet. Nach der Verlegung des Gesellschaftssitzes nach Berlin beteiligten sich 1936 die Deutsche Zentralgenossenschaftskasse und die meisten gewerblichen Zentralkassen am Unternehmen, das zwischenzeitlich Gesellschaft für zweitstelligen Grundkredit, Deutscher Bausparer Aktiengesellschaft hieß. 1941 folgten die Volksbanken, seitdem hieß es Bausparkasse der deutschen Volksbanken.
Der Unternehmenssitz wurde 1943 ausgebombt, 1944 verlegte man den Betrieb mit den geretteten Geschäftsunterlagen nach Schwäbisch Hall. Der Entschluss zur Beibehaltung dieser Stadt als Unternehmenssitz fiel 1947. Die Schaffung von neuem Wohnraum war in dieser Zeit wichtig, was ab 1952 mit der Wohnungsbauprämie staatlich gefördert wurde. Seit der Umwandlung in das gemeinsame Bausparinstitut der Volksbanken und des Raiffeisenverbands 1956 führt das Unternehmen den Namen Bausparkasse Schwäbisch Hall AG. 1970 fand die bis heute letzte Namensänderung in Bausparkasse Schwäbisch Hall Aktiengesellschaft – Bausparkasse der Volksbanken und Raiffeisenbanken statt.
Durch den Mauerfall konnte 1990 das Geschäft auf die neuen Bundesländer ausgedehnt werden. Die rechtliche Änderung im Jahr 1991 bewirkte, dass erstmals eigene Beteiligungsgesellschaften im Ausland gegründet wurden. Zu diesen zählen Niederlassungen in Luxemburg und Frankreich und Tochtergesellschaften in der Slowakei, Tschechien, Rumänien, Ungarn und der Volksrepublik China.

## Kerngeschäftsfelder
- Bausparen
- Baufinanzierung
- Cross-Selling
- Ausland

## Tochter- und Beteiligungsunternehmen
- Schwäbisch Hall Kreditservice GmbH
- Schwäbisch Hall Facility Management GmbH
- BAUFINEX GmbH
- Schwäbisch Hall Wohnen GmbH
- Impleco GmbH
- Truuco GmbH

## Kennzahlen
| Geschäftsjahr               | 2013 | 2014 | 2015 | 2016 | 2017 | 2018 | 2019 | 2020 | 2021 | 2022 | 2023 | 2024 |
| --------------------------- | ---- | ---- | ---- | ---- | ---- | ---- | ---- | ---- | ---- | ---- | ---- | ---- |
| Kunden (Mio.)               | 7,3  | 7,4  | 7,5  | 7,4  | 7,3  | 7,2  | 7,2  | 7    | 6,8  | 6,5  | 6,3  | 6,1  |
| Bausparneugeschäft (Mrd. €) | 36   | 31,1 | 35   | 29,2 | 28   | 29,7 | 28,5 | 24,2 | 24   | 34,1 | 31   | 28,1 |